# 雅各布·西尔弗贝里
雅各布·西尔弗贝里（瑞典語：Jakob Silfverberg，1990年10月13日—），生于耶夫勒，瑞典男子冰球运动员。他曾代表瑞典国家队参加2014年冬季奥林匹克运动会冰球比赛，获得一枚银牌。